# 랭제뉘
랭제뉘(L'Ingénu)는 계몽주의 사상가 볼테르가 1760년에 쓴 풍자소설이다. 로마 가톨릭교회와 예수회의 부도덕과 횡포를 비판해 금서로 지정되었다. 이 작품의 부제는 '케넬 신부의 원고들에서 발췌한 실화(Histoire véritable tirée des manuscrits du Père Quesnel)'이다.

## 배경
로마 가톨릭교회에 대한 비판은 볼테르의 거의 모든 작품에서 빠지지 않는 주제이다. 이 소설 역시 마찬가지로 당시의 로마 가톨릭교회를 신랄하게 비판한다.
이 소설의 배경은 1689년으로 퐁텐블로 칙령으로 낭트 칙령이 무효화 되고 장세니스트들이 예수회에 박해를 받던 시기를 배경으로 하고 있다. 소설 속에는 용기병의 박해로 고통받는 개신교인들과 예수회에 의해 감옥에 투옥된 장세니스트 등이 나온다.
볼테르는 이 소설을 통해 국왕의 고해신부를 두고 국정을 장악하고 개신교인들을 탄압하는 등 갖은 횡포와 비리를 일삼는 예수회를 비판한다.

## 줄거리
주인공 랭제뉘는 이야기 초반에서 아메리카 대륙의 휴런족 청년으로 소개된다.
랭제뉘는 유럽에 와서 어느 수도원 원장의 조카가 된다. 문명에 때 묻지 않은 청년을 수도원 원장은 자신의 조카로 여기고 성경을 가르쳐 주고 보살펴 준다.
랭제뉘는 성경을 읽고 성경이 진리라는 수도원 원장의 말에 따라 오직 성경에만 나오는대로 살기 시작하면서 로마 가톨릭교회의 비성경적인 태도를 접하게 된다.
예를 들어 랭제뉘에게 세례를 주기 위해 랭제뉘가 강에서만 세례를 받겠다며 재침례교도들처럼 강에서 목만 내밀고 세례를 기다리고, 고해실 앞에서 성경의 어느 부분에 고해를 해야하는지 말하라며 신부를 다그치고, '서로 고해하라'는 성경의 말대로 고해 신부에게 자신에게도 고해할 것을 강요하는 랭제뉘를 통해 가톨릭교회의 모순을 지적한다. 랭제뉘는 영국 군인들을 무찌르고 국왕의 상을 기대하며 베르사이유궁에 간다. 베르사이유에가는 도중 랭제뉘는 용기병의 박해로 고통받는 개신교인들을 만나는데 랭제뉘는 그들을 위해 자신이 왕을 만나 박해를 중지하게 해주겠다고 약속한다. 그러다가 예수회 사제의 모함으로 감옥에 갇히게 된다. 그 곳에서 만난 한 장세니스트 신부로부터 많은 철학적, 신학적 지식을 얻게 된다.
랭제뉘의 순수함에 끌린 생튀브는 감옥에 갇힌 랭제뉘를 구하기 위해 고위관료와, 예수회 신부를 찾아간다. 하지만 그들은 랭제뉘를 석방 대가로 그녀의 몸을 원한다. 생튀브는 결국 고위관료에게 몸을 바치고 랭제뉘는 석방된다. 하지만 생튀브는 곧 화병으로 목숨을 잃는다. 랭제뉘는 후에 군인이 되어 크게 성공한다. 장세니스트 신부는 감옥에서 나와 자신의 장세니즘 신앙을 버린다.

## 작품의 의의
아메리카 대륙이 있다는 사실이 유럽에 알려지자,유럽에서는 문명의 발전이 빚어낸 모순으로부터 자유로울 수 있는 이상적인 인간형을 원시 상태에서 찾고자 하는 흐름이 존재했다. 이로써 볼테르는 당시 유행하던 ‘선한 원시인(bon sauvage)’이라는 문학적·철학적 전통의 흐름을 타는 셈이다. 랭제뉘는 이 작품에서 유럽의 문명과 가톨릭교회에 대한 비판을 감행하는 볼테르의 대변자 역할을 한다. 하지만 그는 문명을 희생시키고 원시적인 삶을 찬양하는 ‘선한 원시인’ 신화를 그대로 받아들이지는 않는다. 때문에 그는 작품에서 자신의 ‘선한 원시인’ 랭제뉘에게 문명을 학습할 기회를 제공하며, 이를 통해 이 휴런족 청년은 지식의 습득과 함께 정신적 성장도 하게 된다.
볼테르는 랭제뉘가 문명화되어가는 과정에서 당시의 지배 종교였던 로마 가톨릭교회를 비판한다. 특히 예수회를 신랄하게 비판하는데 국왕의 고해신부와 고위관료들의 고해신부 자리를 차지한채 온갖 횡포를 일삼는 그들을 볼테르는 괴물처럼 묘사했다.
랭제뉘는 감옥에서 예수회의 박해로 감옥에 갇힌 장세니스트 신부에게 이렇게 말한다. "헛된 논쟁들 때문에 박해받는 자들은 지혜롭지 못한 것 같으며,박해하는 자들은 괴물들처럼 보입니다"
박해받던 장세니스트는 지혜롭지 못하고 박해를 하던 예수회는 괴물처럼 보인다는 말이다.